# Ridderhofstad

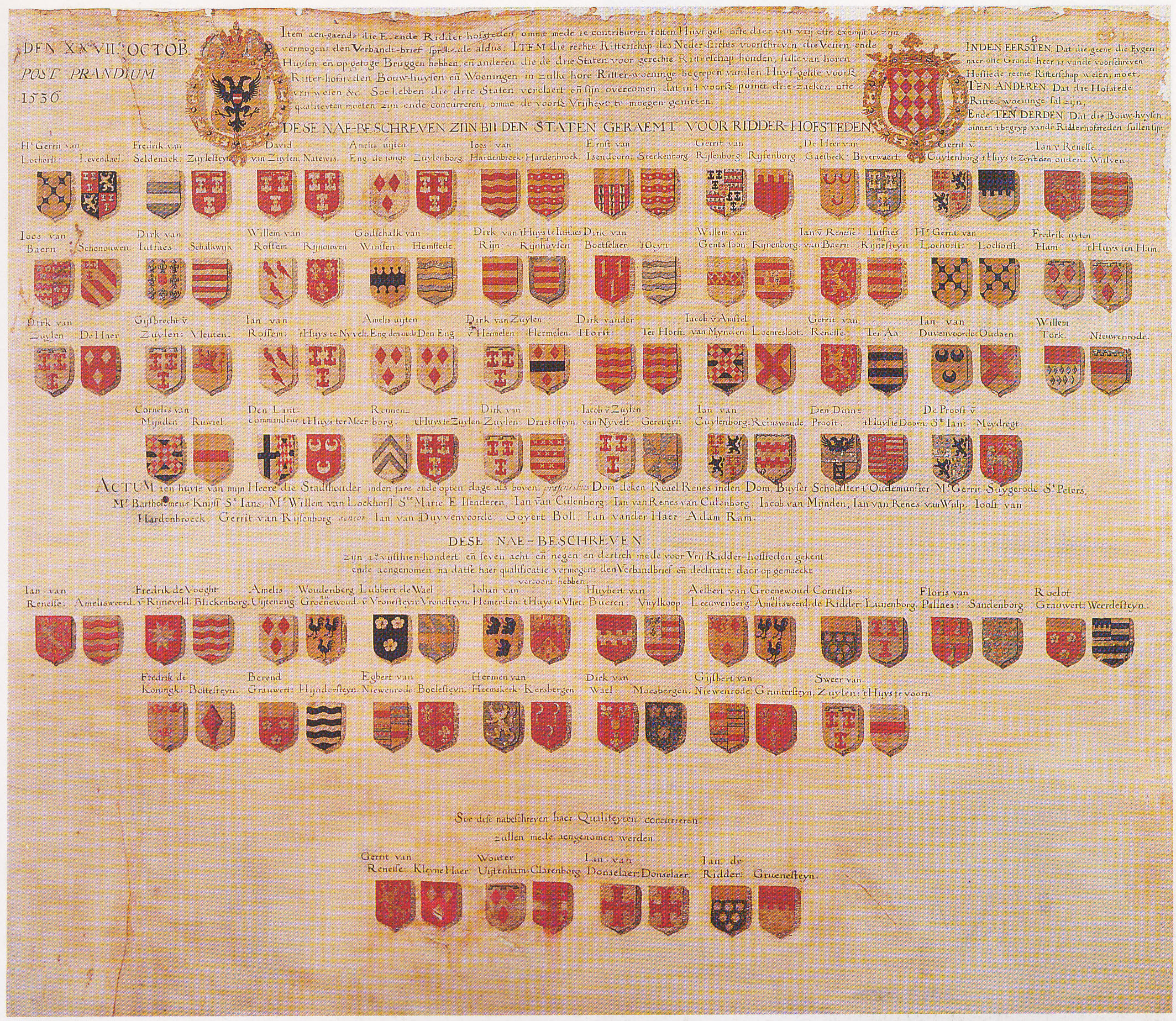
Wapenkaart die hing in het huis van de Ridderschap van Utrecht uit vermoedelijk circa 1675 met de wapens van edelen en de wapens van hun ridderhofsteden

Ridderhofstad is in de ruime betekenis de benaming voor de grond waarop zich de woning met bijbehorende gebouwen van een riddermatig man bevindt.
Begin 16de eeuw kreeg het begrip 'ridderhofstad' in het Utrechtse Nedersticht een beperktere betekenis omdat voor de gebruikelijke belastingvrijstelling voor riddermatigen, hogere eisen werden gesteld. Vanaf 1512 werden nog slechts die adellijke huizen die omgeven waren door een gracht en voorzien van een ophaalbrug, en waarvan de eigenaar verschreven was in de ridderschap, aangemerkt als ridderhofstad, wat voorwaarde was voor belastingvrijstelling.
In 1587 werd het bezit van een ridderhofstad expliciet als tweede voorwaarde gesteld voor zitting in de ridderschap, naast de vereiste dat ouders tot de adeldom behoorden. De dubbele formele voorwaarde werd pas in 1667 in een reglement van toelating tot de ridderschap opgenomen.

## Geschiedenis
De erkenning als ridder gebeurde door de landsheer (in het Sticht de bisschop, in de heerlijkheid aanvankelijk de Habsburgers Karel V en Filips II). Na de stichting van de Republiek waren de Staten zelf soeverein.
De eerste maal dat het begrip ridderhofstad in het Nedersticht voorkomt is in het jaar 1512. In de zogenaamde Verbandbrief werd bepaald dat bezitters van een ridderhofstad vrijdom van belasting van huisgeld en bieraccijns zouden genieten. Er moest daarom een omschrijving van een "ridderhofstad" worden gegeven. Deze leidde ertoe dat zoveel mensen belastingvrijdom eisten, dat in 1536 het begrip opnieuw gedefinieerd moest worden, en een lijst van ridderhofsteden werd opgemaakt. Met deze nieuwe definitie werd het aantal op 38 vastgelegd, welk aantal in de loop van de jaren overigens weer uitgebreid werd tot 63. In 1587 werd uitdrukkelijk de voorwaarde gesteld dat men in het bezit diende te zijn van een ridderhofstad om het ridderschap te kunnen verkrijgen.
In de tijd van de Republiek moest men als riddermatige voor de deelname aan dit bestuur Nederlands-hervormd zijn, minimaal 24 jaar oud zijn en ten minste 25.000 gulden bezitten.
Met de komst van de Fransen en de vestiging van de Bataafse Republiek werden deze privileges in 1798 afgeschaft.
Bij de invoering van het Verenigd Koninkrijk der Nederlanden in 1815 stelde koning Willem I de ridderschap weer in als openbaar lichaam, maar bij het in werking treden van de door Thorbecke opgestelde provinciewet in 1850 werd ze definitief opgeheven.

#### Andere gewesten
Vergelijkbare ontwikkelingen deden zich voor in de andere gewesten. In Drenthe vormde de saelstede net als in het Utrechtse de fiscale basis voor de huisbelasting. In 1622 legde Drenthe de voorwaarde voor verschrijving in de ridderschap, van het bezit een riddermatig huis vast, maar onder de naam havezate. In Overijssel en Gelderland werd de havezate in 1642 als riddermatig huis als een van de voorwaarden voor de ridderschap gesteld. In Holland stelde men in 1666 het bezit van een 'ridderlijke hofstat' als een voorwaarde.

## Lijst van erkende ridderhofsteden Nedersticht (Utrecht)[3]
Het doel van eigenaren van hofsteden om erkenning als ridderhofstad te verkrijgen was om vrijgesteld te worden van het in 1512 ingevoerde 'huisgeld'. Naast de 'erkende ridderhofsteden' zijn er de ridderhofsteden die al om andere redenen vrijgesteld waren, die daarom niet op de lijsten voorkomen. Dat kan zijn omdat de hofstede in een gebied lag dat niet onder de belastingheffing viel, zoals de sloten (ridderhofsteden) van de landsheer. Dat gold voor Abcoude, Duurstede, Ter Eem, Ter Horst (Rhenen), Stoutenberg en Vreeland. Verder de stadsvrijheden van Amersfoort, Rhenen, Utrecht en Wijk bij Duurstede.
Ook de gebieden die hun eigen hoge heerlijkheid bezaten waren niet belastingplichtig aan de landsheer. Dat gold voor Ameide, Hagestein, Hinswijk, Jaarsveld, Langerak, stad en land van Montfoort en de proosdij van Sint-Jan met onder andere Mijdrecht en Wilnis. Deze komen ondanks dat het potentiële ridderhofsteden betreft niet voor op de lijst van erkenningen.
| Erkenning bij resolutie van | Nummer | Naam ridderhofstad              | Eerste vermelding | Wapen |
| --------------------------- | ------ | ------------------------------- | ----------------- | ----- |
| 27-10-1536                  | 28.    | Ter Aa                          | 1106              |       |
| 26-5-1537                   | 40.    | Oud-Amelisweerd                 | 1108              |       |
| 15-2-1538                   | 48.    | Nieuw-Amelisweerd (Groenewoude) | 1350              |       |
| 1597                        |        | Amerongen                       | 1314              |       |
| 1642                        |        | Bergestein                      | 1392              |       |
| 27-10-1536                  | 8.     | Beverweerd                      | 1294              |       |
| 28-5-1537                   | 41.    | Blikkenburg                     | 1368              |       |
| 15-2-1538                   | 55.    | Bolenstein                      | 1340              |       |
| 15-2-1538                   | 53.    | Bottestein                      | 1340              |       |
| 1629                        |        | Broekhuisen                     | 1294              |       |
| 27-10-1536                  | 37.    | Huis Doorn                      | ca. 838           |       |
| 27-10-1536                  | 34.    | Drakenburg                      | 1340              |       |
| 1642                        |        | Drakesteyn                      |                   |       |
| 27-10-1536                  | 24.    | Den Engh                        | 1260              |       |
|                             |        | Galesloot                       |                   |       |
| 27-10-1536                  | 35.    | Geerestein                      | 1400              |       |
|                             |        | Grauwert                        |                   |       |
| 23-5-1539                   | 67.    | Groenestein                     |                   |       |
| 28-5-1537                   | 42.    | Groenewoude (Woudenberg)        |                   |       |
| 23-5-1539                   | 59.    | Gunterstein                     | 1300              |       |
| 27-10-1536                  | 21.    | De Haar                         | 1165              |       |
| 27-10-1536                  | 20.    | Den Ham                         | 1260              |       |
| 27-10-1536                  | 5.     | Hardenbroek                     | 1280              |       |
| 27-10-1536                  | 25.    | Harmelen                        | 1272              |       |
| 27-10-1536                  | 14.    | Heemstede                       | 1323              |       |
| 15-2-1538                   | 54.    | Hinderstein                     | 1330              |       |
| 8-11-1538                   | 57.    | Kersbergen                      |                   |       |
| 1640                        |        | Langerak (ZH)                   |                   |       |
| 27-10-1536                  | 1.     | Lievendaal                      | 1340              |       |
| 27-10-1536                  | 27.    | Loenersloot                     | 1156              |       |
| 27-10-1536                  | 19.    | Lockhorst                       | 1240              |       |
| 15-2-1538                   | 49.    | Lunenburg                       | 1340              |       |
| 27-10-1536                  | 32.    | Ter Meer (Zuylenburg)           | 1394              |       |
| 8-11-1539                   | 58.    | Moersbergen                     | 1435              |       |
| 27-10-1536                  | 38.    | Mijdrecht                       |                   |       |
| 27-10-1536                  | 3.     | Natewisch                       | 1270              |       |
| 27-10-1536                  | 26.    | Ter Horst (Achterberg)          | 1163              |       |
| 27-10-1536                  | 30.    | Nijenrode                       | 1328              |       |
| 27-10-1536                  | 23.    | Nijeveld                        | 1311              |       |
| 1536                        |        | Oudaen                          | 1350              |       |
| 27-10-1536                  | 16.    | Oudegein                        | 1350              |       |
| 27-10-1536                  | 36.    | Renswoude                       |                   |       |
| 27-10-1536                  | 13.    | Rhijnauwen                      | 1212              |       |
| 27-10-1536                  | 31.    | Ruwiel                          | 1300              |       |
| 27-10-1536                  | 17.    | Rijnenburg                      | 1320              |       |
| 27-10-1536                  | 18.    | Rijnestein                      | 1392              |       |
| 27-10-1536                  | 15.    | Rijnhuizen                      | 1370              |       |
| 27-10-1536                  | 7.     | Rijsenburg                      | 1240              |       |
| 1538                        |        | Sandenburg                      | 1320              |       |
| 27-10-1536                  | 12.    | Schalkwijk                      | 1346              |       |
| 27-10-1536                  | 11.    | Schonauwen                      | 1240              |       |
| 27-10-1536                  | 6.     | Sterkenburg                     | 1261              |       |
| 27-10-1536                  | 22.    | Huis te Vleuten                 | 1412              |       |
| 15-2-1538                   | 46.    | Te Vliet                        | 1456              |       |
| 23-5-1539                   | 60.    | Voorn                           | 1279              |       |
| 1680                        |        | Vredelant                       |                   |       |
| 7-11-1536                   | 39.    | Vronestein                      | 1300              |       |
| 15-2-1538                   | 47.    | Vuijlcop                        | 1392              |       |
| 1642                        |        | Wayenstein                      | 1436              |       |
| 15-2-1538                   | 52.    | Weerdesteyn                     | 1340              |       |
| 1674                        |        | Woudenberg                      | 1310              |       |
| 27-10-1536                  | 10.    | Wulven                          | 1200              |       |
| 27-10-1536                  | 9.     | Slot Zeist                      | 1152              |       |
| 27-10-1536                  | 4.     | Zuilenburg (Klein Zuilenburg)   | 1270              |       |
| 27-10-1536                  | 33.    | Zuylen                          | 1247              |       |
| 27-10-1536                  | 2.     | Zuylenstein                     | 1400              |       |